# Роман Головченко
Роман Александрович Головченко (рус. Роман Александрович Головченко, блр. Раман Аляксандравіч Галоўчэнка; Жодзина, 10. август 1970) је белоруски политичар и актуелни председник Владе Белорусије од 4. јуна 2020. године.